# Trigonocarinatus montanus
Trigonocarinatus montanus – gatunek chrząszcza z rodziny biedronkowatych i podrodziny Coccinellinae. Występuje na północy krainy orientalnej.

## Taksonomia
Gatunek ten opisany został po raz pierwszy w 1985 roku jako Cryptogonus montanus przez Hoànga Đúc Nhuâna w książce Nasekomyje Wietnama autorstwa Lwa Miedwiediewa. Opisu dokonano na podstawie czterech okazów, w tym holotypowego samca, odłowionego w 1979 roku. W 2015 roku Huo Lizhi i Ren Shunxiang na łamach „Annales Zoologici”, w publikacji współautorstwa Li Wenjinga, Chen Xiaoshenga i Wang Xingmina, dokonali redeskrypcji gatunku oraz przenieśli go nowego rodzaju Trigonocarinatus.

## Morfologia
Chrząszcze o wysklepionym, okrągławym w zarysie ciele długości od 2,1 do 2,7 mm i szerokości między 1,8 a 2,1 mm, z wierzchu delikatnie punktowanym i gęsto porośniętym krótkimi, srebrzystobiałymi włoskami. 
Głowa jest poprzeczna, ceglasto ubarwiona. Punktowanie na czole jest drobne. Warga dolna ma drobną, sercowatą, żółtą bródkę z zaokrąglonym kątem i szeroko wykrojoną krawędzią.
Przedplecze jest poprzeczne, o głęboko wykrojonej krawędzi przedniej, łukowatych brzegach bocznych i zaokrąglonych kątach tylnych i przednich, ubarwione czarno z parą ceglastych plam po bokach. Tarczka jest prawie trójkątna, czarno ubarwiona. Pokrywy mają bardzo słabo zaznaczone guzy barkowe i niepełne, stopniowo zwężone epipleury. Tło pokryw jest czarne; typowo występują na nim dwie pary ceglastych plam – środkowa i wierzchołkowa, jednak u niektórych osobników obecna jest tylko para wierzchołkowa, a u innych plamy zlewają się w parę podłużnych przepasek. Odległości między punktami na przedpleczu i pokrywach wynoszą 1–3 ich średnice. Spód ciała jest brązowy do czarnego. T-kształtne przedpiersie jest pośrodku rzadko punktowane, a w pozostałej części gładkie.
Odwłok ma krawędź wierzchołkową ostatniego, szóstego z widocznych sternitów (wentrytu) wykrojoną u samców i zaokrągloną u samic. Samiec ma genitalia z płatem środkowym (ang. penis guide) w widoku brzusznym czterokrotnie dłuższym niż szerokim, w nasadowej połowie stopniowo rozszerzającym się, a dalej stopniowo zwężonym ku spiczastemu szczytowi, w widoku bocznym zaś w nasadowej połowie niemal równoległobocznym i dalej zwężonym ku ostremu wierzchołkowi. Nieco krótsze od tegoż płata i wyraźnie dłuższe od fallobazy są paramery. Trabes jest niewiele dłuższy od tegmenu. Samo prącie jest długie, wąskie, w nasadowej połowie zakrzywione i nieco błoniaste u szczytu. Genitalia samicy mają dwukrotnie szersze niż dłuższe koksyty z gęstymi i długimi szczecinkami wierzchołkowymi oraz przeciętnie zakrzywioną spermatekę z wyraźnym ramusem w części nasadowej.

## Rozprzestrzenienie
Owad orientalny, rozsiedlony na północnym wschodzie tej krainy. W Chinach stwierdzony został z Guangdongu, Hajnanu i Kuangsi. W Wietnamie znany jest z prowincji Kon Tum w środkowej części kraju. Ponadto notowany jest z Tajwanu.